# Ace of Cakes - In torta magna
Ace of Cakes - In torta magna è stato un reality show statunitense prodotto a Baltimore, Maryland, e in onda su Food Network dal 2006 al 2011. Lo spettacolo era incentrato nella pasticceria di Duff Goldman, in collaborazione con vari fornitori. Veniva documentata la degustazione dei clienti, la costruzione delle torte e la fornitura dei suoi prodotti.

## Il programma
Il programma mostra la frenetica attività del lavoro in pasticceria, che comprende la produzione di un gran numero di torte personalizzate in un breve periodo di tempo. Lo staff è composto principalmente da amici di Duff Goldman. Sono spesso mostrate lunghe ore di lavoro per costruire e decorare le torte fra una battuta e l'altra, per compensare lo stress provocato dal lavoro. Inoltre, i membri del personale alcune volte hanno il compito di portare le torte a destinazione. Duff Goldman è conosciuto per l'uso di non tradizionali utensili da cucina al fine di realizzare i suoi disegni.
Alcuni dei dolci più interessanti creati dalla Charm City Cakes sono le torte per la corsa dei cavalli del Preakness Stakes a Pimlico, nel Maryland, il Baltimora Zoo, la première del film del 2007 Hairspray, una replica del Radio City Music Hall per The Rockettes, una cappelliera a forma di torta per una nonna ottantenne, il castello di Hogwarts per la première del quinto film di Harry Potter a Los Angeles, il Wrigley Field, l'acquario di Newport, la première Paramount Pictures del film di Kung Fu Panda della DreamWorks Animation e il telescopio spaziale Hubble della NASA. Per l'ultimo episodio della quinta stagione, il personale della pasticceria ha viaggiato fino alle Hawaii per creare una torta per il 100º episodio di Lost.

## Episodi

### Prima stagione
| nº | Titolo                    | Prima TV USA      |
| -- | ------------------------- | ----------------- |
| 1  | Triple Crown Cake         | 6 agosto 2006     |
| 2  | Hell Week                 | 31 agosto 2006    |
| 3  | Wedding Cakes & Headaches | 19 agosto 2006    |
| 4  | Life's a Zoo              | 7 settembre 2006  |
| 5  | Duff Goes Hollywood       | 14 settembre 2006 |
| 6  | Cake Walk                 | 21 settembre 2006 |
| 7  | House Specials            | 2006              |

### Seconda stagione
| nº | Titolo                     | Prima TV USA     |
| -- | -------------------------- | ---------------- |
| 8  | Chi-Town and Wedding Gowns | 18 gennaio 2007  |
| 9  | The Boss Is Gone           | 24 gennaio 2007  |
| 10 | Four Weddings and a Rat    | 8 febbraio 2007  |
| 11 | Great Scot                 | 24 gennaio 2007  |
| 12 | Monkey Business            | 15 febbraio 2007 |
| 13 | Tributes and Tribulations  | 1º marzo 2007    |
| 24 | Flying High                | 8 marzo 2007     |
| 25 | Milestones and Monuments   | 15 marzo 2007    |
| 26 | Cake-Tastrophe             | 29 marzo 2007    |
| 27 | Shell Shocked              | 12 aprile 2007   |
| 28 | Dr. Duff                   | 17 maggio 2007   |
| 29 | Playing Games              | 19 aprile 2007   |
| 30 | The Super Cake             | 26 aprile 2007   |

### Terza stagione
| nº | Titolo                          | Prima TV USA      |
| -- | ------------------------------- | ----------------- |
| 31 | Wedding Bells & Shotgun Shells  | 19 luglio 2007    |
| 32 | Tattoos and Traditions          | 26 luglio 2007    |
| 33 | Mary (Alice) Go Round           | 2 agosto 2007     |
| 34 | Challenge Road Trip             | 9 agosto 2007     |
| 35 | Wishes Granted                  | 23 agosto 2007    |
| 36 | Rock & Roll                     | 16 agosto 2007    |
| 37 | Stadium Games and Eating Brains | 30 agosto 2007    |
| 38 | Battleships and Birthdays       | 6 settembre 2007  |
| 39 | Charm and Charities             | 21 ottobre 2007   |
| 40 | Uncle Sam Wants Duff            | 20 settembre 2007 |
| 41 | Coach Duff                      | 27 settembre 2007 |
| 42 | Charm City Christmas            | 13 dicembre 2008  |
| 43 | Hairspray Premiere              | 16 ottobre 2008   |

### Quarta stagione
| nº | Titolo                      | Prima TV USA     |
| -- | --------------------------- | ---------------- |
| 44 | The Harry Potter Cake       | 24 gennaio 2008  |
| 45 | Volcano Cakes and Mix Tapes | 31 gennaio 2008  |
| 46 | Mascots and Mice            | 14 febbraio 2008 |
| 47 | Airplanes and Arks          | 7 febbraio 2008  |
| 48 | The Spy Who Caked Me        | 21 febbraio 2008 |
| 49 | Wedding Week                | 1º maggio 2008   |
| 50 | Skaters and Speedsters      | 6 marzo 2008     |
| 51 | Celebration Week            | 13 marzo 2008    |
| 52 | Police Cars and Wine Bars   | 20 marzo 2008    |
| 53 | Avenue Q Cake               | 27 marzo 2008    |
| 54 | Duff's Birthday             | 3 aprile 2008    |
| 55 | Skate Rattle and Roll       | 24 aprile 2008   |
| 56 | Book of Cakes               | 8 maggio 2008    |

### Quinta stagione
| nº | Titolo                                    | Prima TV USA      |
| -- | ----------------------------------------- | ----------------- |
| 57 | World's Largest Cupcake                   | 17 luglio 2008    |
| 58 | Elephant Delivery Service                 | 24 luglio 2008    |
| 59 | Swimming with the Sharks                  | 14 agosto 2008    |
| 60 | Food Network Friends                      | 29 giugno 2008    |
| 61 | Pinball Wizard                            | 21 agosto 2008    |
| 62 | Lord Stanley                              | 28 agosto 2008    |
| 63 | Gone to the Dogs                          | 11 settembre 2008 |
| 64 | Pandamonium                               | 7 agosto 2008     |
| 65 | Frogs to Turkey and Everything in Between | 18 settembre 2008 |
| 66 | Get Cake                                  | 25 settembre 2008 |
| 67 | Tanks, Trucks and Vikings                 | 2 ottobre 2008    |
| 68 | The Big Cakeowski                         | 9 ottobre 2008    |
| 69 | New Frontiers                             | 16 ottobre 2008   |

### Sesta stagione
| nº | Titolo                                   | Prima TV USA     |
| -- | ---------------------------------------- | ---------------- |
| 70 | Fire Fighters and Fire Breathers         | 15 gennaio 2009  |
| 71 | Snow Boards and Cupcakes                 | 22 gennaio 2009  |
| 72 | Tiki Time                                | 29 gennaio 2009  |
| 73 | Food Fashion and Galactic Bounty Hunters | 5 febbraio 2009  |
| 74 | Macy's and the Big Apple                 | 12 febbraio 2009 |
| 75 | King of Charm City                       | 5 marzo 2009     |
| 76 | Ghoul's Ghosts and Chocolates            | 26 febbraio 2009 |
| 77 | What's Up Cookie                         | 19 marzo 2009    |
| 78 | I Do!                                    | 26 marzo 2009    |
| 79 | The Eagle Has Landed                     | 9 aprile 2009    |
| 80 | Demolition Cakes                         | 16 aprile 2009   |
| 81 | Bobble Head Baker                        | 16 aprile 2009   |
| 82 | 'Lost' in Hawaii                         | 9 maggio 2009    |

### Settima stagione
| nº | Titolo                          | Prima TV USA      |
| -- | ------------------------------- | ----------------- |
| 83 | Baked Alaska                    | 19 luglio 2009    |
| 84 | Three Ringed Bakery             | 30 luglio 2009    |
| 85 | Cake Takes Flight               | 6 agosto 2009     |
| 86 | Pasta, Pizza, and Pastry        | 13 agosto 2009    |
| 87 | Yankee Stadium                  | 19 agosto 2009    |
| 88 | Big Red Squig                   | 27 agosto 2009    |
| 89 | Double Secret Cake Surprise     | 3 settembre 2009  |
| 90 | It's a Hard Knock Cake for Duff | 9 settembre 2009  |
| 91 | Charm City Carnival             | 17 settembre 2009 |
| 92 | En Garde                        | 24 settembre 2009 |
| 93 | Get Your Kicks on Cake          | 11 ottobre 2009   |
| 94 | Dizzy Doings                    | 12 ottobre 2009   |
| 95 | Harry Potter and the Big Apple  | 29 ottobre 2009   |

### Ottava stagione
| nº  | Titolo                           | Prima TV USA     |
| --- | -------------------------------- | ---------------- |
| 96  | Man Caves                        | 14 gennaio 2010  |
| 97  | Fondant and Finances             | 21 gennaio 2010  |
| 98  | Christmas in July                | 28 gennaio 2010  |
| 99  | Copper, Carbonite, and Jewels    | 4 febbraio 2010  |
| 100 | A Four Letter Word for Pastry    | 11 febbraio 2010 |
| 101 | Oprah!                           | 18 febbraio 2010 |
| 102 | A Cake to Take the Cake          | 4 marzo 2010     |
| 103 | Charm City Throwdown             | 25 febbraio 2010 |
| 104 | Dog Day Afternoon                | 11 marzo 2010    |
| 105 | The Revenge of Ivan the Terrible | 1º aprile 2010   |
| 106 | Holiday on Icing                 | 27 novembre 2010 |
| 107 | Bake, Rattle, and Roll           | 15 aprile 2010   |
| 108 | Clone Wars                       | 22 aprile 2010   |

### Nona stagione
| nº  | Titolo                      | Prima TV USA      |
| --- | --------------------------- | ----------------- |
| 109 | 100 Episodes of Cake        | 8 luglio 2010     |
| 110 | Miami Meltdown              | 15 luglio 2010    |
| 111 | 30 Rock (And Roll)          | 1º luglio 2010    |
| 112 | Indy, Ice, and Improv       | 22 luglio 2010    |
| 113 | Duff Goes to Bat            | 29 luglio 2010    |
| 114 | Boston and the Pops         | 5 agosto 2010     |
| 115 | Happy Birthday Jimmy John's | 26 agosto 2010    |
| 116 | Full Throttle Bakery        | 2 settembre 2010  |
| 117 | Music and Mayhem            | 9 settembre 2010  |
| 118 | Grand Ole Opry              | 16 settembre 2010 |
| 119 | Charm City... Off the Grid  | 23 settembre 2010 |
| 120 | Slow Mules and Fast Cars    | 30 settembre 2010 |
| 121 | UK Invasion                 | 9 dicembre 2010   |

### Decima stagione
| nº  | Titolo                                   | Prima TV USA     |
| --- | ---------------------------------------- | ---------------- |
| 122 | US Open                                  | 6 gennaio 2011   |
| 123 | Betty White Takes the Cake               | 13 gennaio 2011  |
| 124 | A Millionaire Moment                     | 20 gennaio 2011  |
| 125 | Come on Down!                            | 27 gennaio 2011  |
| 126 | A Cake in Shining Armor                  | 3 febbraio 2011  |
| 127 | Charm City Cakes Goes Back to the Future | 10 febbraio 2011 |